# National Hockey League 1936/1937
National Hockey League 1936/1937 var den 20:e säsongen av NHL. 8 lag spelade 48 matcher i grundserien innan Stanley Cup inleddes den 23 mars 1937. Stanley Cup vanns av Detroit Red Wings som tog sin 2:a titel, efter finalsegern mot New York Rangers med 3-2 i matcher. Detroit blev därmed också första lag från USA som vunnit Stanley Cup 2 år i rad.

## Grundserien

### Canadian Division
| Nr | Lag                 | S  | V  | O | F  | GM  | IM  | MS  | P  |
| -- | ------------------- | -- | -- | - | -- | --- | --- | --- | -- |
| 1  | Montreal Canadiens  | 48 | 24 | 6 | 18 | 115 | 111 | +4  | 54 |
| 2  | Montreal Maroons    | 48 | 22 | 9 | 17 | 126 | 110 | +16 | 53 |
| 3  | Toronto Maple Leafs | 48 | 22 | 5 | 21 | 119 | 115 | +4  | 49 |
| 4  | New York Americans  | 48 | 15 | 4 | 29 | 122 | 161 | −39 | 34 |

### American Division
| Nr | Lag                 | S  | V  | O | F  | GM  | IM  | MS  | P  |
| -- | ------------------- | -- | -- | - | -- | --- | --- | --- | -- |
| 1  | Detroit Red Wings   | 48 | 25 | 9 | 14 | 128 | 102 | +26 | 59 |
| 2  | Boston Bruins       | 48 | 23 | 7 | 18 | 120 | 110 | +10 | 53 |
| 3  | New York Rangers    | 48 | 19 | 9 | 20 | 117 | 106 | +11 | 47 |
| 4  | Chicago Black Hawks | 48 | 14 | 7 | 27 | 99  | 131 | −32 | 35 |

## Poängligan 1936/1937
Not: SM = Spelade matcher, M = Mål, A = Assists, Pts = Poäng
| Spelare          | Lag                              | SM | M  | A  | Pts |
| ---------------- | -------------------------------- | -- | -- | -- | --- |
| Sweeney Schriner | New York Americans               | 48 | 21 | 25 | 46  |
| Syl Apps         | Toronto Maple Leafs              | 48 | 16 | 29 | 45  |
| Marty Barry      | Detroit Red Wings                | 48 | 17 | 27 | 44  |
| Larry Aurie      | Detroit Red Wings                | 45 | 23 | 20 | 43  |
| Busher Jackson   | Toronto Maple Leafs              | 46 | 21 | 19 | 40  |
| Johnny Gagnon    | Montreal Canadiens               | 48 | 20 | 16 | 36  |
| Bob Gracie       | Montreal Maroons                 | 47 | 11 | 25 | 36  |
| Nels Stewart     | Boston Bruins/New York Americans | 43 | 23 | 12 | 35  |
| Paul Thompson    | Chicago Black Hawks              | 47 | 17 | 18 | 35  |
| Bill Cowley      | Boston Bruins                    | 46 | 13 | 22 | 35  |

## Slutspelet 1937
6 lag gjorde upp om Stanley Cup-pokalen. De båda ettorna i serierna spelade semifinal mot varandra om en finalplats i bäst av 5 matcher. Tvåorna och treorna spelade kvartsfinaler i bäst av 3 matcher, där vinnarna spelade mot varandra i en semifinalserie i bäst av 3 matcher. Finalserien spelades i bäst av 5 matcher.
Kvartsfinaler
Boston Bruins vs. Montreal Maroons
| Datum   | Hemma            | Mål | Borta            | Mål | Not |
| ------- | ---------------- | --- | ---------------- | --- | --- |
| 23 mars | Montreal Maroons | 4   | Boston Bruins    | 1   |     |
| 25 mars | Boston Bruins    | 4   | Montreal Maroons | 0   |     |
| 28 mars | Boston Bruins    | 1   | Montreal Maroons | 4   |     |

Montreal Maroons vann kvartsfinalserien med 2-1 i matcher.
Toronto Maple Leafs vs. New York Rangers
| Datum   | Hemma               | Mål | Borta               | Mål | Not      |
| ------- | ------------------- | --- | ------------------- | --- | -------- |
| 23 mars | Toronto Maple Leafs | 0   | New York Rangers    | 3   |          |
| 25 mars | New York Rangers    | 2   | Toronto Maple Leafs | 1   | SD 13.05 |

New York Rangers vann kvartsfinalserien med 2-0 i matcher.
Semifinaler
Detroit Red Wings vs. Montreal Canadiens
| Datum   | Hemma              | Mål | Borta              | Mål | Not      |
| ------- | ------------------ | --- | ------------------ | --- | -------- |
| 23 mars | Detroit Red Wings  | 4   | Montreal Canadiens | 0   |          |
| 25 mars | Detroit Red Wings  | 5   | Montreal Canadiens | 1   |          |
| 27 mars | Montreal Canadiens | 3   | Detroit Red Wings  | 1   |          |
| 30 mars | Montreal Canadiens | 3   | Detroit Red Wings  | 1   |          |
| 1 april | Montreal Canadiens | 1   | Detroit Red Wings  | 2   | SD 51.49 |

Detroit Red Wings vann semifinalserien med 3-2 i matcher
Montreal Maroons vs. New York Rangers
| Datum   | Hemma            | Mål | Borta            | Mål | Not |
| ------- | ---------------- | --- | ---------------- | --- | --- |
| 1 april | New York Rangers | 1   | Montreal Maroons | 0   |     |
| 3 april | Montreal Maroons | 0   | New York Rangers | 4   |     |

New York Rangers vann semifinalserien med 2-0 i matcher

## Stanley Cup-final
Detroit Red Wings vs. New York Rangers
| Datum    | Hemma             | Mål | Borta             | Mål | Spelplats                       | Not |
| -------- | ----------------- | --- | ----------------- | --- | ------------------------------- | --- |
| 6 april  | New York Rangers  | 5   | Detroit Red Wings | 1   | Madison Square Garden, New York |     |
| 8 april  | Detroit Red Wings | 4   | New York Rangers  | 2   | Detroit Olympia, Detroit        |     |
| 11 april | Detroit Red Wings | 0   | New York Rangers  | 1   | Detroit Olympia, Detroit        |     |
| 13 april | Detroit Red Wings | 1   | New York Rangers  | 0   | Detroit Olympia, Detroit        |     |
| 15 april | Detroit Red Wings | 3   | New York Rangers  | 0   | Detroit Olympia, Detroit        |     |

Detroit Red Wings vann finalserien med 3-2 i matcher

## NHL awards
| 1936–37 NHL awards         | 1936–37 NHL awards               |
| -------------------------- | -------------------------------- |
| O'Brien Trophy:            | Montreal Canadiens               |
| Prince of Wales Trophy:    | Detroit Red Wings                |
| Calder Memorial Trophy:    | Syl Apps, Toronto Maple Leafs    |
| Hart Memorial Trophy:      | Babe Siebert, Montreal Canadiens |
| Lady Byng Memorial Trophy: | Marty Barry, Detroit Red Wings   |
| Vezina Trophy:             | Normie Smith, Detroit Red Wings  |

## All-Star
| Första                              | Position | Andra                                |
| ----------------------------------- | -------- | ------------------------------------ |
| Normie Smith, Detroit Red Wings     | M        | Wilf Cude, Montreal Canadiens        |
| Babe Siebert, Montreal Canadiens    | B        | Earl Seibert, Chicago Black Hawks    |
| Ebbie Goodfellow, Detroit Red Wings | B        | Lionel Conacher, Montreal Maroons    |
| Marty Barry, Detroit Red Wings      | C        | Art Chapman, New York Americans      |
| Larry Aurie, Detroit Red Wings      | HF       | Cecil Dillon, New York Rangers       |
| Busher Jackson, Toronto Maple Leafs | VF       | Sweeney Schriner, New York Americans |
| Jack Adams, Detroit Red Wings       | Tränare  | Cecil Hart, Montreal Canadiens       |